# Schlacht bei Kap Matapan
Die Schlacht bei Kap Matapan fand am 28. März 1941 zwischen britischen und italienischen Seestreitkräften im östlichen Mittelmeer zwischen Kap Matapan (Kap Tenaro, Peloponnes) und der Insel Gavdos statt. Die Schlacht endete mit einem klaren britischen Sieg und machte die Schwäche der italienischen Marine bei Nachtgefechten deutlich.

## Hintergrund
Am 28. Oktober 1940 begann der italienische Angriff auf Griechenland. Die griechische Armee konnte die Invasoren jedoch schon bald stoppen und nach Albanien zurückdrängen. Das britische Oberkommando unterstützte die Griechen durch die Besetzung Kretas und die Stationierung von Luftstreitkräften. Die Royal Air Force war damit in der Lage, das für die deutsche Kriegführung wichtige Ölfördergebiet von Ploiești in Rumänien zu bombardieren. Um das Entstehen einer neuen Front in Südosteuropa zu verhindern, entschloss sich Hitler im November 1940, ab dem Frühjahr 1941 in den Konflikt einzugreifen. Der Aufmarsch starker deutscher Verbände an der griechisch-bulgarischen Grenze ab dem 2. März 1941 führte im Gegenzug zu einer Verstärkung des britischen Kontingentes in Griechenland. Vom 5. März 1941 an liefen Truppenkonvois im Dreitagesrhythmus von Alexandria aus nach Piräus, die bis Mitte April etwa 60.000 britische Soldaten nach Griechenland brachten.

## Auftakt

### Der italienische Plan
Zur gleichen Zeit informierte Berlin Rom über die bevorstehende Invasion Griechenlands. Unter starkem Druck aus Deutschland begann die italienische Admiralität (Supermarina) mit der Vorbereitung eines Angriffes auf diese Truppentransporte. Der Plan sah zwei Offensivbewegungen vor, die zur gleichen Zeit durchgeführt werden sollten. Die eine sollte südlich der Insel Gavdos 30 Meilen südwestlich von Kreta erfolgen, die andere nördlich von Kreta in der westlichen Ägäis. Da eine wirksame Luftunterstützung unerlässlich war, versprach die deutsche Luftwaffe, Aufklärungsflüge über Alexandria durchzuführen, Malta zu bombardieren und alle britischen Flugzeuge im Einsatzgebiet abzufangen.
Am Abend des 26. März lief die italienische Flotte unter Admiral Angelo Iachino, bestehend aus dem Schlachtschiff Vittorio Veneto, sechs Schweren und zwei Leichten Kreuzern sowie insgesamt 13 Zerstörern aus Neapel, Messina, Tarent und Brindisi aus und steuerte auf Kreta zu. Um 00:35 Uhr erhielt Iachino die Nachricht, dass seine Kreuzer von einem britischen Aufklärer gesichtet worden waren. Etwa eine Stunde später wurde ihm mitgeteilt, dass der Flugzeugträger Formidable in See gestochen sei. Da die Italiener somit das Überraschungsmoment verloren hatten, gab Iachino um 02:10 Uhr den Befehl, auf einen Kurs nach Südsüdost zu gehen.

### Britische Gegenmaßnahmen
Durch „Ultra“ erfuhr Admiral Cunningham am 25. März 1941 von dem italienischen Vorhaben und bereitete das Auslaufen seiner Flotte vor. Am 27. März erhielt Vizeadmiral Henry Pridham-Wippell den Befehl, mit seinen vier leichten Kreuzern und vier Zerstörern eine Position südlich von Kreta einzunehmen, wo er sich mit Cunninghams Flotte vereinigen sollte. Cunningham selbst lief am Abend im Schutz der Dunkelheit mit seinen Schlachtschiffen Warspite, Barham und Valiant, dem Flugzeugträger Formidable und neun Zerstörern aus.

## Beteiligte Schiffe

### Italienische Streitkräfte
|                         | Schiff             | Kommandant                         | Anmerkungen |
| ----------------------- | ------------------ | ---------------------------------- | ----------- |
|                         | Vittorio Veneto    | Admiral Angelo Iachino             |             |
| 1. Kreuzerdivision      | Fiume              | Kapitän Giorgio Giorgis            | versenkt    |
| 1. Kreuzerdivision      | Pola               | Kapitän Manlio de Pisa             | versenkt    |
| 1. Kreuzerdivision      | Zara               | Vizeadmiral Carlo Cattaneo         | versenkt    |
| 3. Kreuzerdivision      | Bolzano            |                                    |             |
| 3. Kreuzerdivision      | Trento             |                                    |             |
| 3. Kreuzerdivision      | Trieste            |                                    |             |
| 8. Kreuzerdivision      | Duca degli Abruzzi | Kapitän Vittorio Bacigalupi        |             |
| 8. Kreuzerdivision      | Giuseppe Garibaldi |                                    |             |
| 6. Zerstörer-Flottille  | Nicoloso da Recco  |                                    |             |
| 6. Zerstörer-Flottille  | Emanuele Pessagno  |                                    |             |
| 9. Zerstörer-Flottille  | Vittorio Alfieri   | Kapitän Salvatore Toscano          | versenkt    |
| 9. Zerstörer-Flottille  | Vincenzo Gioberti  |                                    |             |
| 9. Zerstörer-Flottille  | Alfredo Oriani     |                                    |             |
| 9. Zerstörer-Flottille  | Giosue Carducci    | Fregattenkapitän Alberto Ginocchio | versenkt    |
| 10. Zerstörer-Flottille | Maestrale          |                                    |             |
| 10. Zerstörer-Flottille | Libeccio           |                                    |             |
| 10. Zerstörer-Flottille | Scirocco           |                                    |             |
| 10. Zerstörer-Flottille | Gregale            |                                    |             |
| 12. Zerstörer-Flottille | Ascari             |                                    |             |
| 12. Zerstörer-Flottille | Carabiniere        |                                    |             |
| 12. Zerstörer-Flottille | Corazziere         |                                    |             |
| 13. Zerstörer-Flottille | Alpino             |                                    |             |
| 13. Zerstörer-Flottille | Bersagliere        |                                    |             |
| 13. Zerstörer-Flottille | Fuciliere          |                                    |             |
| 13. Zerstörer-Flottille | Granatiere         |                                    |             |

### Alliierte Streitkräfte
|                         | Schiff         | Kommandant                              | Anmerkungen                                           |
| ----------------------- | -------------- | --------------------------------------- | ----------------------------------------------------- |
|                         | HMS Warspite   | Kapitän Douglas Blake Fisher            | Flaggschiff von Admiral Cunningham                    |
|                         | HMS Barham     | Kapitän Geoffrey Clement Cooke          | Flaggschiff von Konteradmiral Bernard Hughes Rawlings |
|                         | HMS Valiant    | Kapitän Charles Eric Morgan             |                                                       |
|                         | HMS Formidable | Kapitän Arthur William La Touche Bisset | Flaggschiff von Konteradmiral Denis William Boyd      |
| 2. Zerstörer-Flottille  | HMS Hasty      |                                         |                                                       |
| 2. Zerstörer-Flottille  | HMS Hereward   |                                         |                                                       |
| 2. Zerstörer-Flottille  | HMS Ilex       |                                         |                                                       |
| 2. Zerstörer-Flottille  | HMS Hotspur    |                                         |                                                       |
| 2. Zerstörer-Flottille  | HMS Havock     |                                         |                                                       |
| 10. Zerstörer-Flottille | HMS Greyhound  |                                         |                                                       |
| 10. Zerstörer-Flottille | HMS Griffin    |                                         |                                                       |
| 10. Zerstörer-Flottille | HMAS Stuart    |                                         |                                                       |
| 14. Zerstörer-Flottille | HMS Jervis     |                                         |                                                       |
| 14. Zerstörer-Flottille | HMS Janus      |                                         |                                                       |
| 14. Zerstörer-Flottille | HMS Mohawk     |                                         |                                                       |
| 14. Zerstörer-Flottille | HMS Nubian     |                                         |                                                       |
| Force B                 | HMS Ajax       |                                         |                                                       |
| Force B                 | HMS Orion      |                                         |                                                       |
| Force B                 | HMS Gloucester |                                         |                                                       |
| Force B                 | HMAS Perth     |                                         |                                                       |

## Die Schlacht

### Erste Phase: Kreuzergefecht

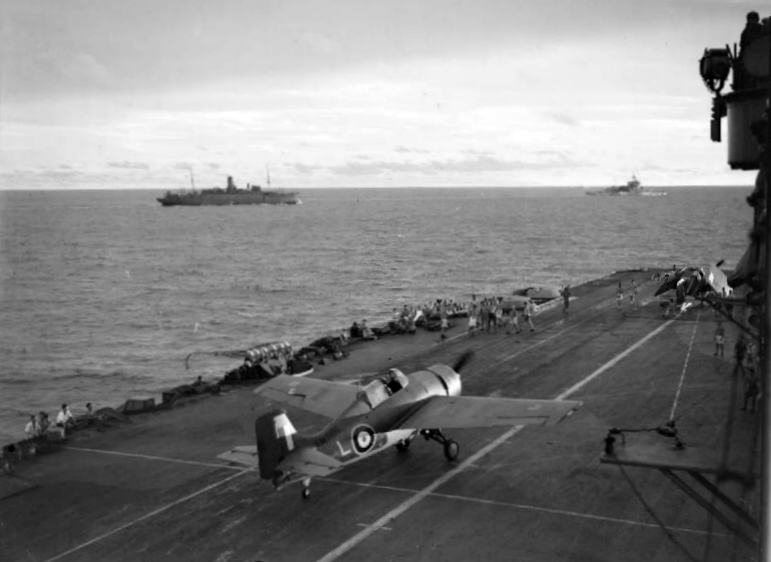
Flugdeck der HMS Formidable, im Hintergrund rechts das Schlachtschiff HMS Warspite

Gegen 06:00 Uhr am 28. März 1941 starteten vom Deck der Formidable Aufklärungsflugzeuge, die bald darauf die dritte Marinedivision unter Admiral Luigi Sansonetti sichteten. Etwa 30 Minuten später wurde der Kreuzerverband Pridham-Wippells von einer IMAM Ro.43 50 Meilen südöstlich der Vittorio Veneto entdeckt. Iachino gab Sansonetti daraufhin den Befehl, Kontakt mit Pridham-Wippell herzustellen. Gegen 08:00 Uhr sichtete Sansonetti die Briten und eröffnete um 08:12 Uhr aus einer Entfernung von 25 Kilometern das Feuer. Pridham-Wippell realisierte, dass er es mit überlegenen Kräften zu tun hatte, erhöhte die Geschwindigkeit und drehte in der Hoffnung, die Italiener zu den britischen Schlachtschiffen zu locken, nach Südosten ab. Beide Seiten eröffneten das Feuer, erzielten aber keine Treffer. Nach etwa einer Stunde drehte Sansonetti auf Befehl Iachinos ab und ging auf nordwestlichen Kurs. Pridham-Wippell folgte den italienischen Kreuzern.

Um 10:50 Uhr sichtete die Vittorio Veneto die britischen Kreuzer und eröffnete um 10:56 Uhr das Feuer. Sofort ließ Pridham-Wippell einen Rauchvorhang legen und ging mit Höchstgeschwindigkeit auf Gegenkurs nach Südost. Nach einer halben Stunde, in der die Vittorio Veneto die Orion schwer beschädigte, griffen mehrere Torpedobomber der Formidable die Vittorio Veneto an. Zwar konnte das Schiff allen Torpedos ausweichen, jedoch gelangte Iachino, der selbst über keinerlei Deckung aus der Luft verfügte, aufgrund des Angriffs zu dem Schluss, dass der Verbleib in der Reichweite feindlicher Bomber ein zu hohes Risiko für seine Schiffe darstellte. Um 11:30 Uhr brach er das Gefecht mit den britischen Kreuzern ab und ging auf Kurs West-Nordwest, zurück nach Italien.

### Zweite Phase: Luftangriffe
Gegen 12:30 Uhr trafen Pridham-Wippells Kreuzer mit Cunninghams Hauptverband zusammen. Da die alten britischen Schlachtschiffe höchstens 24 Knoten (44 km/h) erreichten, das moderne italienische aber 30 Knoten (55 km/h), konnte Cunningham nur noch hoffen, die Vittorio Veneto einzuholen, wenn deren Geschwindigkeit durch eine Beschädigung herabgesetzt werden würde. Daher gab Cunningham der Formidable um 12:00 Uhr den Befehl, einen zweiten Luftangriff zu starten. Gegen 15:00 Uhr wurde die Vittorio Vento gesichtet und zwanzig Minuten später griffen drei Fairey Albacore und zwei Fairey-Swordfish-Bomber das Schiff an. Die Albacore des Staffelführers Lieutenant-Commander Dayell Stead wurde abgeschossen, aber einer der fünf Torpedos traf das Schlachtschiff achtern an Backbord und beschädigte die hinterste Schiffsschraube. Der dadurch verursachte Schaden verlangsamte das Schiff zwar auf 19,5 Knoten (36 km/h) dies war aber nicht genug, um vor Einbruch der Dunkelheit zu den Italienern aufzuschließen. Im Laufe des Nachmittags flogen weitere RAF-Bomber aus Griechenland Einsätze gegen die italienischen Schiffe, ohne jedoch ernsthaften Schaden anzurichten.

Im Laufe des Nachmittags ergab die Luftaufklärung immer noch kein klares Bild. Um 04:44 Uhr wies Admiral Cunningham seine Kreuzer an, mit größter Geschwindigkeit vorzustoßen und Kontakt mit der Vittorio Veneto aufzunehmen, die sich zu diesem Zeitpunkt 58 Meilen voraus befand. Außerdem ordnete er für die Abenddämmerung einen dritten Torpedoangriff auf das Schlachtschiff an. Um 17:45 Uhr, etwa eine Stunde vor Sonnenuntergang, startete ein Aufklärungsflugzeug von der Warspite und sichtete gegen 18:30 Uhr die Vittorio Veneto etwa fünfzig Meilen voraus mit Kurs Nordwest. Die Flotte hatte sich in fünf Kolonnen um das Schlachtschiff konzentriert. Je zwei Zerstörer befanden sich vor und hinter dem Schlachtschiff. Sansonetti befand sich einen Kilometer querab an Backbord und Admiral Cattaneo querab an Steuerbord. Gegen 18:20 Uhr sichteten die britischen Torpedobomber, die von Maleme und der Formidable gestartet waren, die italienische Flotte. Sie flogen etwa eine Stunde außerhalb der italienischen Flugabwehr. Mit dem Einbruch der Dunkelheit gegen 19:25 Uhr begannen sie im Tiefflug in einer Linie mit dem Angriff und wurden sofort von einer Rauchwand und Flakfeuer empfangen. Ein Torpedo traf den Schweren Kreuzer Pola, der aus dem Verband ausscheiden musste. Durch Wassereinbrüche fielen Antrieb und Stromversorgung des Schiffes aus und es blieb bewegungslos liegen.

### Dritte Phase: Nachtgefecht
Als Cunningham um 20:08 Uhr die Meldung über den letzten Luftangriff erhielt, war er sich nicht sicher, ob die Vittorio Veneto erneut getroffen worden war. Er stand vor der schwierigen Entscheidung, einen nächtlichen Angriff gegen einen von Kreuzern und Zerstörern stark abgeschirmten Feind zu riskieren oder bis zum Morgen zu warten, wo er von deutschen Sturzkampfbombern angegriffen werden konnte. Um 20:40 Uhr entschloss sich Cunningham, die Risiken eines Nachtgefechts in Kauf zu nehmen. Er befahl der 2. und 14. Zerstörerflottille unter dem Kommando von Kapitän Philip Mack bzw. Kapitän Nicholson, den Feind aufzuspüren und anzugreifen, während er selbst mit der Schlachtflotte folgen wollte. Die Italiener befand sich zu diesem Zeitpunkt etwa 33 Meilen von der Warspite entfernt und fuhren mit 13 Knoten(24 km/h) in westlicher Richtung. Mack befahl seinen Schiffen, die Geschwindigkeit auf 28 Knoten (51 km/h) zu erhöhen und sich in zwei Kolonnen mit einem Abstand von etwa 1.000 Metern zu formieren. Kurz zuvor, um 20:15 Uhr, hatte das Radar der Ajax ein Schiff etwa sechs Meilen an Backbord geortet. Da Admiral Pridham Wippell nicht wusste, ob es sich bei diesem Schiff um die Vittorio Veneto handelte oder nicht, beschloss er, die Verfolgung der feindlichen Flotte fortzusetzen, ohne dass es jedoch gelang, wieder Kontakt aufzunehmen.

Die Nachricht der Ajax erreichte Cunningham um 21:11 Uhr. Er beschloss sofort, der Sache nachzugehen und änderte den Kurs der Schlachtflotte entsprechend. Etwa eine Stunde später entdeckte das Radar der Valiant ein etwa sechs Meilen entferntes Objekt an Backbord voraus. Um 22:25 Uhr sichteten die Briten in etwa 4.000 Metern Entfernung die Umrisse von drei Schiffen. Es handelte sich dabei um die Zara und die Fiume sowie die Zerstörer Alfieri, Gioberti, Carducci und Oriani, die zur Unterstützung des Kreuzers Pola zurückgekehrt waren. Admiral Cunningham gab den Befehl zur Bildung einer Schlachtlinienformation und kurz darauf eröffneten die Briten das Feuer auf die italienischen Schiffe. Das Gefecht war bereits nach wenigen Minuten entschieden. In dieser kurzen Zeit wurde der Zerstörer Alfieri, der um 23:15 Uhr sank, von zwei Salven der Barham getroffen. Die Zara hatte insgesamt 14 Breitseiten von allen drei britischen Schlachtschiffen erhalten und die Fiume wurde von mehreren Salven der Warspite und Valiant getroffen. Das Gefecht verlief völlig einseitig, da die Italiener aufgrund ihres fehlenden Radars völlig überrascht wurden. Die anderen drei italienischen Zerstörer zogen sich, verfolgt von der Griffin und der Greyhound, westwärts zurück.

Um 23:00 Uhr sichteten die Zerstörer Stuart und Havock die Fiume und die Zara. Die Stuart feuerte acht Torpedos auf beide Schiffe ab, dem eine Explosion auf der Fiume folgte, worauf das Schiff um 23:15 Uhr sank. Wenige Augenblicke später tauchte die Carducci aus der Dunkelheit auf und verfehlte die Stuart nur knapp. Kurz nachdem die Stuart die Carducci beschossen hatte, feuerte die Havock vier Torpedos auf sie ab und versenkte sie um 23:30 Uhr. Um 22:50 Uhr hatte Cunningham sowohl von Mack als auch von Pridham Wippell die Nachricht erhalten, dass sie ein rotes Signal auf einer Peilung von 320 Grad gesichtet hatten. Anstatt jedoch umzudrehen und aufzuklären, fuhr Mack weiter nach Nordwesten, in der Absicht, sich vor das italienische Schlachtschiff zu bringen und es dann anzugreifen. Das Signal vermittelte Cunningham jedoch den Eindruck, dass Mack in Kontakt mit dem Rest der italienischen Flotte stand. Daher gab er um 23:12 Uhr das Signal, dass alle Kräfte, die nicht mit der Versenkung des Feindes beschäftigt waren, nach Nordosten abdrehen sollten.
Gegen Mitternacht stieß die Havock auf die Pola, die sie zunächst mit der Vittorio Veneto verwechselte. Nachdem sie auf sie geschossen hatte, zog sich die Havock nach Nordosten zurück und signalisierte, dass sie möglicherweise in Kontakt mit der Vittorio Veneto stehe. Als Mack, der sich zu diesem Zeitpunkt etwa 60 Meilen westnordwestlich befand, das Signal erhielt, änderte er seinen Kurs sofort in Richtung Ost-Süd-Ost. Um 01:34 Uhr erhielt Mack jedoch ein weiteres Signal, dass es sich nicht um das Schlachtschiff, sondern um einen Kreuzer handele. Zu diesem Zeitpunkt entschied Mack, dass er vor der Morgendämmerung keinen Kontakt mehr mit der Vittorio Veneto aufnehmen konnte und hielt sich daher weiter östlich. Kurz nach 02:00 Uhr morgens erreichte Mack die Zara. Er befahl der Jervis, sie zu beschießen und Überlebende im Wasser aufzusammeln. Nachdem die Jervis fünf Torpedos auf die Zara abgefeuert hatte, kam es zu einer gewaltigen Explosion und um 02:40 Uhr sank die Zara. Zehn Minuten später sichtete die Jervis etwa zwei Meilen östlich die Pola. Von der Besatzung hatten drei Viertel das Schiff verlassen, die Übriggebliebenen waren völlig demoralisiert. Als die Jervis längsseits ging und ein Enterkommando an Bord schickte, ergaben sie sich widerstandslos. An ein Abschleppen des manövrierunfähigen Schiffes war aufgrund der Nähe zu italienischen Luftstützpunkten nicht zu denken, daher wurde die Pola nach der Gefangennahme der Besatzung gegen 04:00 Uhr mit Torpedos versenkt.

## Zusammenfassung und Folgen
Iachino hatte eine notwendige Operation durchgeführt, vor allem um die Moral zu verbessern, indem er den Kampf gegen die Briten im Levantinischen Meer aufnahm. Es begann unter günstigen Bedingungen, endete aber unter dramatischen Verlusten in einer bitteren Niederlage. Wenige Tage nach der Schlacht ordnete Mussolini an, dass künftige Seeoperationen in feindlichen Gewässern nur mit ausreichender Luftaufklärung und Luftdeckung durchgeführt werden dürften.
Auf britischer Seite hatte Cunningham die erste Flottenoperation befehligt, an der sowohl Träger- als auch landgestützte Flugzeuge beteiligt waren. In der Nacht hatte er seine Schlachtschiffe eher wie Zerstörer eingesetzt – mit verheerender Wirkung. Mit einer Kombination aus Radar und Glück konnte er den Italienern einen schweren Schlag versetzen.
Abgesehen von einem zerstörten Swordfish-Bomber hatten die Briten keinerlei Verluste. Auf italienischer Seite gab es 900 Überlebende und 2.400 Tote, darunter auch Vizeadmiral Carlo Cattaneo. Cunningham erhielt den Dank des Königs Georg VI des Premierministers Winston Churchills und der gesamten Admiralität.